# 指甲蟹
指甲蟹(Thia scutellata)屬於短尾下目(螃蟹)的指甲蟹科，是指甲蟹屬的唯一品種，因其外型酷似人的手指甲，因而命名。牠在北海、東北大西洋及地中海出沒。。